# 全国畜産農業協同組合連合会
全国畜産農業協同組合連合会（ぜんこくちくさんのうぎょうきょうどうくみあいれんごうかい）は、全国の畜産農業協同組合の連合組織。本部は、東京都中央区にある。略称は全畜連･全畜。子会社に株式会社ぜんちく那須山麓牧場がある。

## 沿革
- 1948年（昭和23年）11月 - 全国畜産販売農業協同組合連合会として設立（東京都千代田区）。
- 1955年（昭和30年）6月 - 全国畜産農業協同組合連合会（全畜連）と改称。全国養豚農協連、全国和牛農協連を吸収合併。
- 1958年（昭和33年）8月 - 大阪駐在所開設。
- 1959年（昭和34年）4月 - 九州駐在所（現福岡支所）開設。
- 1963年（昭和38年）10月 - 東京駐在所（現東京支所）開設。
- 1965年（昭和40年） - 大阪駐在所を大阪支所と改称。
- 1967年（昭和42年）5月 - 研修牧場開場。
- 1968年（昭和43年）4月 - 東北支所開設。
- 1976年（昭和51年）7月 - 釧路事業所開設。大阪支所神戸荷受所開設。
- 1977年（昭和52年）6月 - 南九州駐在所（現南九州事業所）開設。
- 1977年（昭和52年）8月 - 釧路事業所廃止し帯広出張所開設。
- 1999年（平成11年）4月 - 南九州食肉事業所開設。
- 2000年（平成12年）3月 - えびの食肉事業所開設。
- 2001年（平成13年）12月 - 大阪支所、神戸荷受所統合し神戸事業所開設。
- 2002年（平成14年）4月 - 青森事業所開設。
- 2003年（平成15年）7月 - 本所・東京支所移転（東京都中央区）。
- 2004年（平成16年）4月 - 三田食肉事業所開設。
- 2004年（平成16年）6月 - 高崎食肉事業所開設。
- 2009年（平成21年）2月 - 越谷食肉事業所開設。

## 会員
36会員
- 浦幌町農業協同組合
- 青森県畜産農業協同組合連合会
  - 青森県家畜市場
- 秋田県畜産農業協同組合
- 茨城県畜産農業協同組合連合会
- 熊本県畜産農業協同組合連合会
- 都城農業協同組合